# Crocus mathewii
Crocus mathewii är en irisväxtart som beskrevs av Helmut Kerndorff och Erich Pasche 1994. Crocus mathewii ingår i krokussläktet som ingår i familjen irisväxter.
Artens utbredningsområde är Turkiet. Inga underarter finns listade i Catalogue of Life.

## Bilder

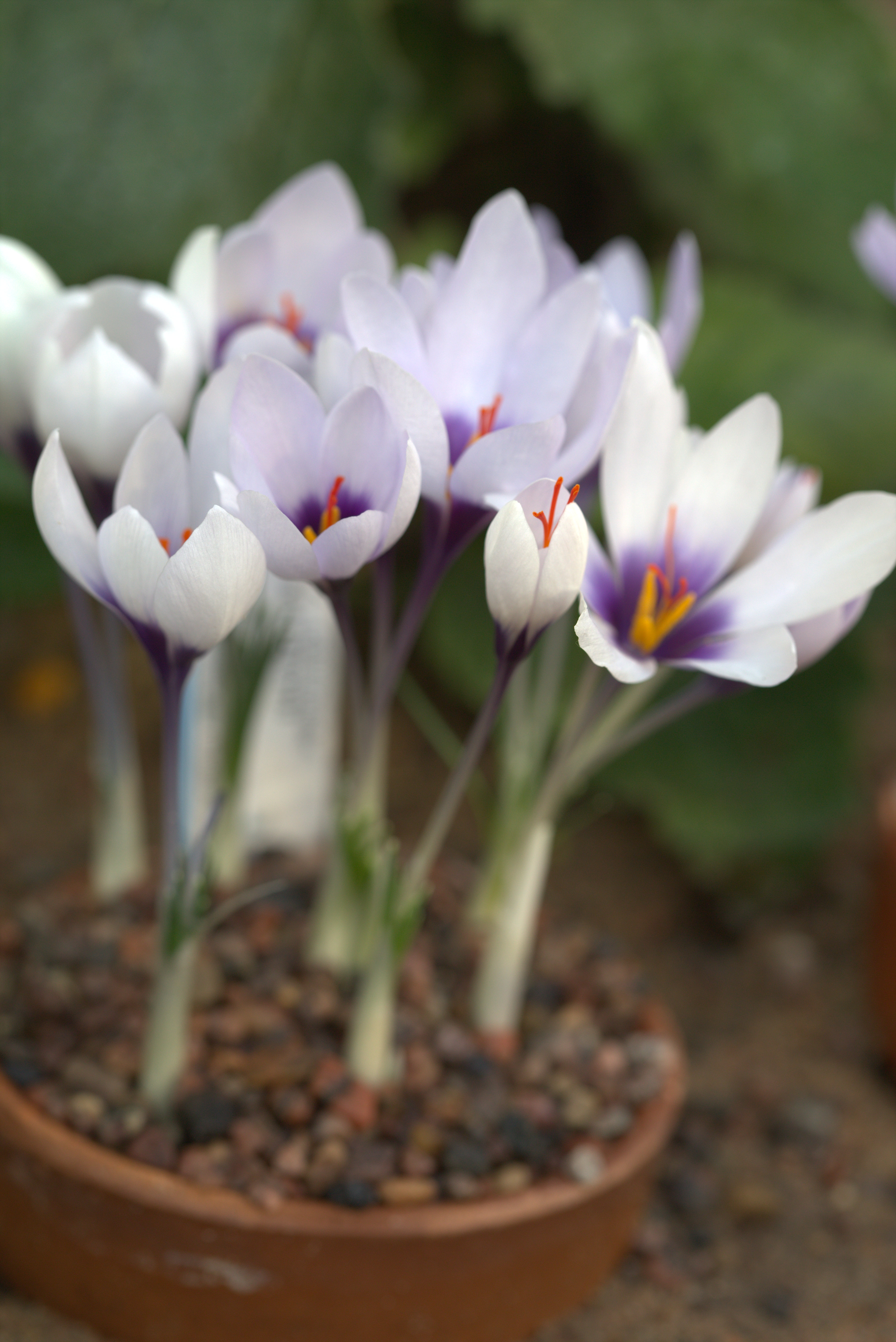
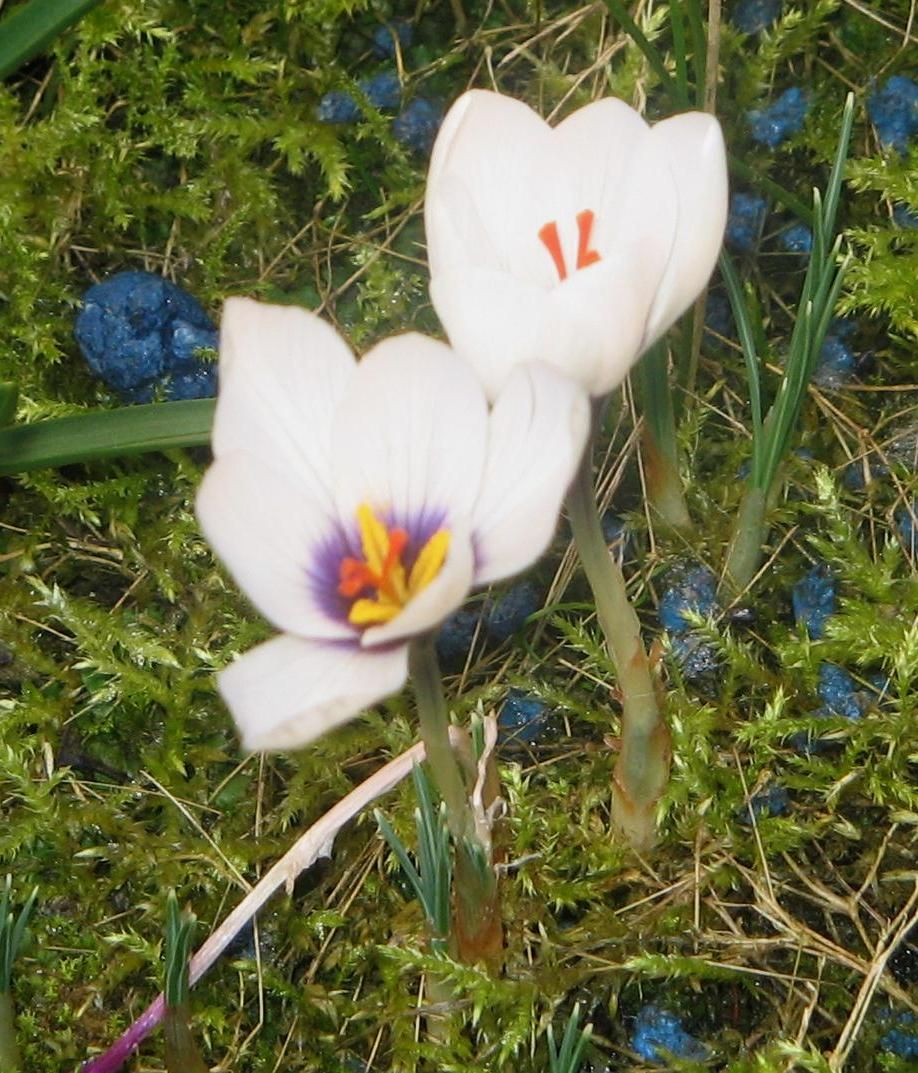